# Aegathoa elongata
Aegathoa elongata är en kräftdjursart som beskrevs av Théodore Monod 1976. Aegathoa elongata ingår i släktet Aegathoa och familjen Cymothoidae. Inga underarter finns listade i Catalogue of Life.